# Leppetaler Bach
Der Leppetaler Bach, auch Leppetalerbach, ist ein Bach in der Gemeinde St. Jakob in Defereggen (Bezirk Lienz). Der Bach entspringt an der Nordseite der Villgratner Berge und mündet östlich der Ortschaft Raut in die Schwarzach.

## Verlauf
Der Leppetaler Bach entspringt nordöstlich der Leppetallenke zwischen dem Kleinen Leppleskofel im Westen und dem Auf der Rahn im Osten. Er fließt in nördliche Richtung durch alpines Gelände und erreicht in rund 1900 Metern Seehöhe die Waldgrenze. In der Folge fließt der Leppetaler Bach durch Bergwälder bzw. westlich unterhalb der Leppetalalm vorbei und tritt östlich der Ortschaft Raut ins Defereggental ein. Die Mündung befindet sich gegenüber der Ortschaft Bruggen rechtsseitig in die Schwarzach.